# Wilhelm Gläser (Verleger)
Wilhelm Gläser, vollständig Wilhelm Heinrich Christian Gläser (* 8. September 1821 in Lübeck; † 28. Mai 1907 ebenda) war ein deutscher Verlagsbuchhändler, Antiquar und Bibliothekar.

## Leben
Wilhelm Gläser war der jüngste Sohn des Lehrers an der Töchterschule auf der Wehde, der späteren Ernestinenschule, August Michael Gläser und seiner Frau Catharina Johanna Henriette, geb. Rosehr.
Er wandte er sich dem Beruf des Buchhändlers zu. 1868 erwarb er die Universitäts-Verlagsbuchhandlung und Druckerei von E. J. Karow in Dorpat und führte sie als W. Gläser fort. Hier verlegte er vor allem akademische Schriften, Schulbücher, Ratgeber und Kochbücher. Er unterhielt eine Leihbibliothek und war Herausgeber der Dörptschen Zeitung und des Neuen Dorpater Kalenders. Zum 1. Januar 1875 verkaufte er sein Geschäft in Dorpat an L. H. Schnakenburg in Riga. Es wurde, zusammen mit einer Lithographieanstalt und der Leihbücherei, als Filiale des Rigaer Hauses fortgeführt.
Gläser kehrte nicht freiwillig nach Lübeck zurück. Er versuchte die Tradition der Dörptschen Zeitung von Lübeck aus durch die Herausgabe der Livländisch-deutschen Hefte der Dörptschen Zeitung weiterzuführen. In der Einleitung zum ersten Heft schreibt er 1876 „Von mir unabhängige Gründe verhindern meine Rückkehr nach Dorpat und zwingen mich, die in meinem Besitze befindliche Dörptsche Zeitung vorläufig in meiner Vaterstadt Lübeck herauszugeben.“ Unter der Firma W. Gläser, Buchhandel und Antiquariat betrieb er hier, zunächst in der Königstraße (damalige Nr. 843, heute Nr. 121), dann ab 1. Juni 1880 in der Augustenstraße 9, ein Geschäft, das als Antiquariat mit Schwerpunkt auf Lübeck-Literatur (Lubecensien) noch fast bis zu seinem Tode bestanden hat.
Nach dem Tod von Friedrich Avé-Lallemant zu Weihnachten 1876 wurde Gläser als dessen Nachfolger als bibliothekarischer Hülfsarbeiter an der Stadtbibliothek angestellt. Zwölf Jahre hat er mit großem Eifer und in Bereitwilligkeit dem Publikum seine große Belesenheit und seine Bücherkenntnis zur Verfügung gestellt, auch mit unermüdlichem Fleiße selbst zur Feder gegriffen. Seine erstmalige Veröffentlichung mehrerer handschriftlicher Quellen zu Ratekau und Lübeck im November 1806 (Schlacht bei Lübeck) widmete er 1884 seinem Schwager, dem Stadtarchivar Carl Friedrich Wehrmann. Seine Bruchstücke zur Kenntnis der Lübecker Erstdrucke von 1464 bis 1524 von 1903 sind bis heute ein bibliographisches Grundlagenwerk geblieben, auch wenn er in der Einleitung dieser Schrift und einer 1904 ihr folgenden weiteren Schrift Lübeck als den geeigneten Ort für einen kaiserlichen Reichsbücherschatz der Germanen anpries und teilweise von Skurrilität und Bitterkeit geprägte Erinnerungen an seine Arbeit in der Stadtbibliothek einfließen ließ – die aber wiederum Aufschluss geben über Aufstellungs-, Anschaffungs- und Veräußerungspraktiken der Bibliothek im letzten Viertel des 19. Jahrhunderts. Eine zunehmende Erblindung hatte schon Ende 1888 Gläser zur Aufgabe seiner Stellung an der Stadtbibliothek genötigt. Seine letzten Jahre prägten eine immer größere Vereinsamung mit zunehmendem Alter, bittere Existenzsorgen und herbe Verhältnisse.

## Werke
- Livländisch-deutsche Hefte der Dörptschen Zeitung

Heft 1 1876 (Digitalisat, Universitätsbibliothek Tartu)
Heft 2 1876 (Digitalisat, Universitätsbibliothek Tartu)
Heft 3: Drei Weihnachtsabende der deutschen Hansestadt Dorpat. 1893
Heft 4: Deutschlivland, Nebukadnezar und das russische Zartum. 1899
- August Michael Gläser, Schullehrer. Mit Stammbaum der Familie Gläser. Lübeck 1879
- Ratekau und Lübeck im November 1806. Gedenkblatt in Aufzeichnungen von Augenzeugen. Lübeck: Gläser 1884
- Bruchstücke zur Kenntnis der Lübecker Erstdrucke von 1464 bis 1524 nebst Rückblicken in die spätere Zeit. Lübeck: Gläser 1903

Digitalisat, Internet Archive
- Ein Reichsbücherschatz der Germanen in der freien Reichs- und Hansestadt Lübeck. Lübeck: Gläser 1904